# Albert Becker (Maler)

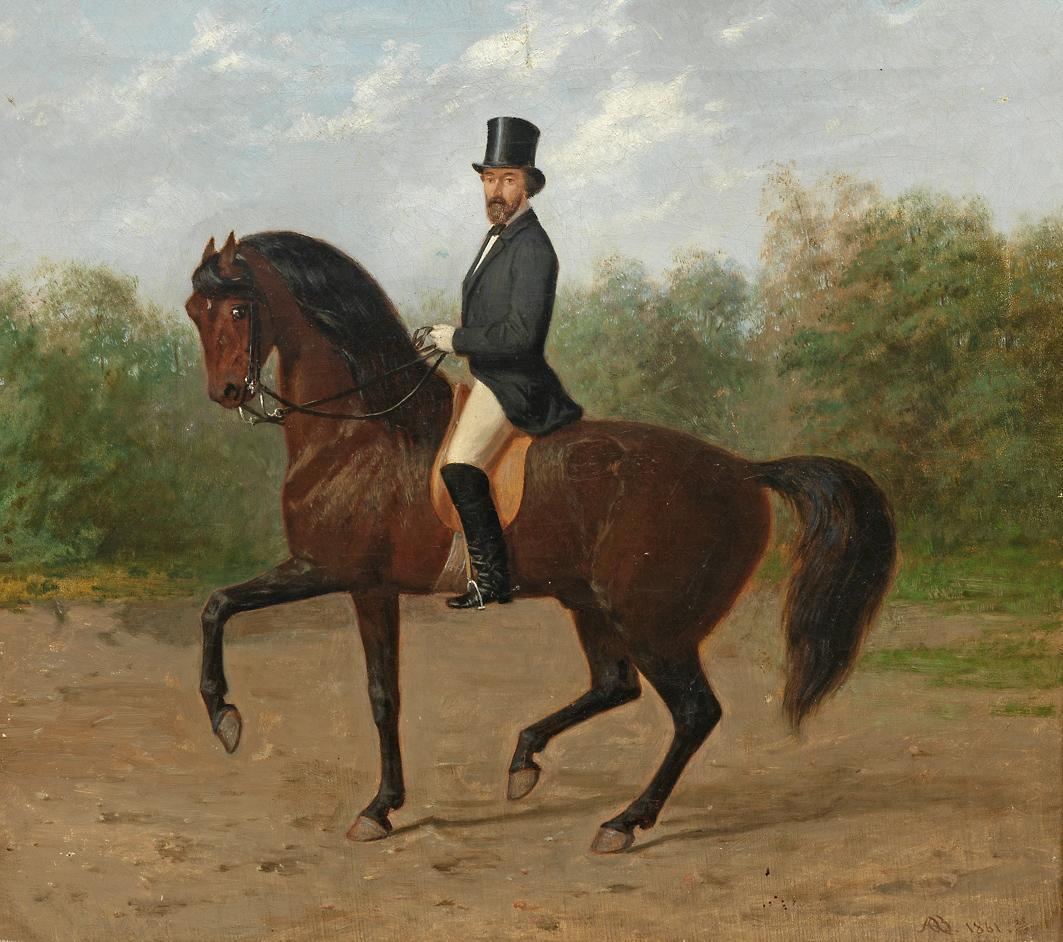
Reiter im Berliner Tiergarten

Ernst Albert Becker (* 22. Oktober 1830 in Berlin; † 1. September 1896 ebenda) war ein deutscher Genre-, Tier- und Landschaftsmaler.

## Leben
Becker studierte an der Königlich Preußischen Akademie der Künste in Berlin bei August von Kloeber. Nach dem Studium blieb der bis 1860 als Mitarbeiter von Kloeber tätig. Danach verbrachte er ein Jahr in Paris.  Ab 1862 half er wieder Kloeber bei der Erstellung von Fresken im neu errichteten Gebäude der Berliner Börse.
Becker malte oft Landschaften mit grasenden Kühen, was ihm den Spitznamen „Kuh-Becker“ brachte. Er verwandelte „Kuh“ in ein „Q“ und unterzeichnete seitdem seine Gemälde mit „Q-Becker“.